# Список объектов всемирного наследия ЮНЕСКО в Анголе
В спи́ске объе́ктов Всеми́рного насле́дия ЮНЕ́СКО в Анго́ле значится 1 наименование (на 2017 год), это составляет 0,1 % от общего числа (1248 на 2025 год). Объект включён по культурным критериям.
Кроме этого, по состоянию на 2017 год, 13 объектов на территории государства находятся в числе кандидатов на включение в список всемирного наследия.
Ангола ратифицировала Конвенцию об охране всемирного культурного и природного наследия 7 ноября 1991 года. Первый объект на территории Аргентины был занесён в список в 2017 году на 41-й сессии Комитета всемирного наследия ЮНЕСКО.

## Список
| # | Изображение | Название                                                   | Местоположение  | Время создания | Год внесения в список | №    | Критерии |
| - | ----------- | ---------------------------------------------------------- | --------------- | -------------- | --------------------- | ---- | -------- |
| 1 |             | Мбанза-Конго, развалины столицы древнего Королевства Конго | провинция Заире | XV век         | 2017                  | 1511 | iii, iv  |

## Предварительный список
| #  | Изображение | Название                                       | Местоположение                            | Время создания             | Год внесения в список | №    | Критерии        |
| -- | ----------- | ---------------------------------------------- | ----------------------------------------- | -------------------------- | --------------------- | ---- | --------------- |
| 1  |             | Крепость Сан-Мигель                            | Луанда                                    | 1648                       | 1996                  | 921  | культурные      |
| 2  |             | Крепость Сан-Педро-да-Барра                    | Луанда                                    | 1703                       | 1996                  | 922  | культурные      |
| 3  |             | Крепость Сан-Франсиску-ду-Пенеду               | Луанда                                    | 1765—1766 годы             | 1996                  | 923  | культурные      |
| 4  |             | Крепость Массангану                            | провинция Северная Кванза                 | 1583                       | 1996                  | 924  | культурные      |
| 5  |             | Церковь Носа-Сеньора-да-Виктория               | провинция Северная Кванза                 | 1583—1590 годы             | 1996                  | 925  | культурные      |
| 6  |             | Крепость Камбамбе                              | провинция Северная Кванза                 | 1604                       | 1996                  | 926  | культурные      |
| 7  |             | Крепость Мушима                                | провинция Бенго                           | 1599 год                   | 1996                  | 927  | культурные      |
| 8  |             | Церковь Носа-Сеньора-да-Консейсау-да-Мушима    | провинция Бенго                           | 1589—1599 годы             | 1996                  | 928  | культурные      |
| 9  |             | Форт Кикомбу                                   | провинция Южная Кванза                    | 1645—1648 года             | 1996                  | 929  | культурные      |
| 10 |             | Церковь Носа-Сеньора-ду-Росариу                | провинция Северная Кванза                 | 1603                       | 1996                  | 930  | культурные      |
| 11 |             | Коридор реки Кванза — культурный ландшафт      | провинции Бенго, Маланже, Северная Кванза | XII—XVI века               | 2017                  | 6250 | iii, v, vi, vii |
| 12 |             | Археологический объект Шитунду-Хулу            | провинция Намибе                          | 3—2-е тысячелетия до н. э. | 2017                  | 6251 | iii, v          |
| 13 |             | Квито-Кванавале, место свободы и независимости | провинция Квандо-Кубанго                  | 1987—1988                  | 2017                  | 6252 | iii, vi         |